# Порт Елизабет
Порт Елизабет (на английски: Port Elizabeth; на африкаанс: Die Baai) е град в център на Градски окръг Нелсън Мандела Бей, провинция Източен Кейп, РЮА. Населението на града през 2001 година 237 500 души. От февруари 2021 г. името Gqeberha, от името на Xhosa на град Валмер, е официализирано от правителството на Южна Африка за определяне на град Порт Елизабет.

## История
Първите европейци които първи идват по тези земи са португалците Бартулумеу Диаш (1488) и Вашко да Гама (1498). При всяка тяхна експедиция са използвали тези земи за престой.
По време на Наполеоновите войни през 1799 година, британците построяват защитното укрепление форт Фредерик (Fort Frederick), за защита при нападения на френските войски.
През 1820 година край укреплението се заселват британски преселници и създават там свое селище, за да се защитават от местните войствени племена кхоса. През 1861 година селището придобива статут на град. По време на Англо-бурската война в града е построен концлагер за жени и деца бури. По време на апартейда, през 1962 година чернокожото население започва насилствено да се прогонва от града, към 1965 година целият район Саут Енд е бил изселен и застроен на ново. Тази политика на насилствено изселване продължава до 1975 година. След провеждането на свободни избори, от 1994 година в Порт Елизабет се засилва престъпността, след като се премахват ограниченията върху чернокожото население.

## География
Градът е разположен на 770 км източно от град Кейптаун и е сред водещите пристанища в страната.

## Население
Населението на града през 2001 година е 237 500 души, от които 123 722 (52,1 %) са бели.

## Спорт
Порт Елизабет е прочута като столицата на водните спортове на африканския континент. Той е един от деветте градове, избрани за домакини на Световното първенство по футбол през 2010 година, което се провежда от 11 юни до 11 юли в Южна Африка. Футболните мачове се играят на стадион „Нелсън Мандела Бей“ с максимален капацитет 48 000 футболни зрители.
Порт Елизабет се счита за столица на водни спортове от гмуркане с шнорхел за гмуркане. Неговата брегова ивица е осеяна с плажове от златен пясък, корал и много перфектно вълни за сърфистите.

## Побратимени градове
- Джаксънвил, САЩ
- Палм Дезърт, САЩ